# لانو دي أولميدو
لانو دي أولميدو (بالإسبانية: Llano de Olmedo)‏ هي بلدية تقع في مقاطعة بلد الوليد، قشتالة وليون، إسبانيا. وفقًا لتعداد عام 2004 (المعهد الوطني للإحصائيات)، كان عدد سكان البلدية 82 نسمة.